# Family Tree (album de Nick Drake)
Pour les articles homonymes, voir Family Tree.
Albums de Nick Drake
A Treasury
(2004) Tuck Box
(2013)
Family Tree est un album de Nick Drake sorti en 2007. Il rassemble des enregistrements personnels de Drake, réalisés avant la sortie de son premier album, Five Leaves Left, en 1969. Il inclut également deux chansons chantées par sa mère, Molly Drake. La sœur de Drake, Gabrielle, chante sur All My Trials.
L'album existe en différentes versions : Betty and Dupree n'apparaît que sur les versions vinyle et téléchargement iTunes, et My Baby So Sweet est absente de la version destinée à l'Europe.

## Titres
Toutes les chansons sont écrites et composées par Nick Drake, sauf mention contraire.
| No  | Titre                                | Auteur                                    | Durée |
| --- | ------------------------------------ | ----------------------------------------- | ----- |
| 1.  | Come In To The Garden (introduction) |                                           | 0:31  |
| 2.  | They're Leaving Me Behind            |                                           | 3:16  |
| 3.  | Time Piece                           |                                           | 0:43  |
| 4.  | Poor Mum                             | Molly Drake                               | 1:38  |
| 5.  | Winter Is Gone                       | traditionnel                              | 2:42  |
| 6.  | All My Trials (en)                   | traditionnel                              | 1:55  |
| 7.  | Kegelstatt Trio                      | Wolfgang Amadeus Mozart                   | 1:14  |
| 8.  | Betty and Dupree                     | Chuck Willis                              | 2:17  |
| 9.  | Strolling Down the Highway           | Bert Jansch                               | 2:50  |
| 10. | Paddling in Rushmere                 | traditionnel                              | 0:24  |
| 11. | Cocaine Blues                        | traditionnel                              | 2:59  |
| 12. | Blossom                              |                                           | 2:41  |
| 13. | Been Smokin' Too Long                | Robin Frederick                           | 2:13  |
| 14. | Black Mountain Blues                 | traditionnel                              | 2:37  |
| 15. | Tomorrow Is a Long Time              | Bob Dylan                                 | 3:40  |
| 16. | If You Leave Me                      | traditionnel arrangé par Dave Van Ronk    | 2:04  |
| 17. | Here Come the Blues                  | Jackson C. Frank                          | 3:53  |
| 18. | Sketch 1                             |                                           | 0:59  |
| 19. | Blues Run the Game (en)              | Jackson C. Frank                          | 2:25  |
| 20. | My Baby So Sweet                     | traditionnel arrangé par Blind Boy Fuller | 1:45  |
| 21. | Milk and Honey                       | Jackson C. Frank                          | 3:00  |
| 22. | Kimbie (en)                          | traditionnel arrangé par Jackson C. Frank | 3:26  |
| 23. | Bird Flew By                         |                                           | 2:54  |
| 24. | Rain                                 |                                           | 3:07  |
| 25. | Strange Meeting II                   |                                           | 4:27  |
| 26. | Day Is Done                          |                                           | 2:20  |
| 27. | Come Into the Garden                 |                                           | 1:59  |
| 28. | Way to Blue                          |                                           | 2:51  |
| 29. | Do You Ever Remember?                | Molly Drake                               | 1:37  |